# The Best of New Riders of the Purple Sage
| Recensione              | Giudizio |
| ----------------------- | -------- |
| AllMusic                |          |
| Dizionario del Pop-Rock | [ 2 ]    |

The Best of New Riders of the Purple Sage è un album raccolta (la prima della loro discografia) dei New Riders of the Purple Sage, pubblicato dalla Columbia Records nel novembre del 1976.

## Tracce

### LP
Lato A
1. I Don't Know You – 2:25 (John Dawson) – Tratto dall'album: New Riders of the Purple Sage (1971)
2. Glendale Train – 3:00 (John Dawson) – Tratto dall'album: New Riders of the Purple Sage (1971)
3. Hello Mary Lou (Goodbye Heart) – 2:57 (Gene Pitney, Cayet Mangiaracina) – Tratto dall'album: Home, Home on the Road (1974)
4. Louisiana Lady – 3:03 (John Dawson) – Tratto dall'album: New Riders of the Purple Sage (1971)
5. Kick in the Head – 2:30 (Robert Hunter) – Tratto dall'album: The Adventures of Panama Red (1973)

Lato B
1. Panama Red – 2:47 (Peter Rowan) – Tratto dall'album: The Adventures of Panama Red (1973)
2. Last Lonely Eagle – 5:11 (John Dawson) – Tratto dall'album: New Riders of the Purple Sage (1971)
3. You Angel You – 2:41 (Bob Dylan) – Tratto dall'album: Brujo (1974)
4. I Don't Need No Doctor – 3:05 (Jo Armstead, Nickolas Ashford, Valerie Simpson) – Versione accorciata inedita, pubblicato solo in formato singolo
5. Henry – 2:35 (John Dawson) – Tratto dall'album: New Riders of the Purple Sage (1971)

## Musicisti
I Don't Know You / Glendale Train / Louisiana Lady / Last Lonely Eagle / Henry
- John Dawson - chitarra acustica, voce
- David Nelson - chitarra acustica, chitarra elettrica, mandolino, voce
- Dave Torbert - basso, chitarra acustica, voce
- Spencer Dryden - batteria, percussioni
- New Riders of the Purple Sage, Steve Barcard e Phil Lesh - produttori

Hello Mary Lou (Goodbye Heart)
- John Dawson - chitarra, voce
- David Nelson - chitarra, voce
- Buddy Cage - chitarra pedal steel
- Dave Torbert - basso, voce
- Spencer Dryden - batteria
- Jerry Garcia - produttore

Kick in the Head / Panama Red
- John Dawson - chitarra, voce
- David Nelson - chitarra, voce
- Buddy Cage - chitarra pedal steel
- Dave Torbert - basso, chitarra, voce
- Spencer Dryden - batteria, percussioni
- Memphis Horns - strumenti a fiato
- Norbert Putnam - produttore

You Angel You
- John Dawson - chitarra, voce
- David Nelson - chitarra, voce
- Buddy Cage - chitarra pedal steel
- Skip Battin - basso, voce, chitarra, pianoforte
- Spencer Dryden - batteria
- Ed Freeman - produttore

I Don't Need No Doctor
- John Dawson - chitarra ritmica acustica, chitarra ritmica elettrica
- David Nelson - chitarra solista
- Buddy Cage - chitarra pedal steel
- Dave Torbert - basso, voce solista
- Spencer Dryden - batteria
- Nicky Hopkins - pianoforte
- Bill Kreutzmann - percussioni
- Steve Barncard e New Riders of the Purple Sage - produttori

Note aggiuntive
- Ed Lee - design copertina album originale
- Eric Meola - fotografie copertina album originale
- Gerard Huerta e Richard Kenerson - lettering[7]